# Сен но Рикју
Сен но Рикју, такође познат као Рикју, сматра се историјском ликом који је значајно утицао на ћано-ју, јапански „пут чаја", нарочито традицији ваби-ћа. Такође је био први који је истакао неколико кључних аспеката церемоније, укључујући рустикалну једноставност, директност приступа и искреност према самом себи. Ови аспекти чајне церемоније који потичу из Сенгоку и Азући-Момојама периода и даље постоје. Рикју је познат по многим именима; због доследности ће се у овом чланку називати Рикју.
Постоје три иемото (соке) или „главне куће" јапанског пута чаја које су директно потекле од Рикју-а: Омотесенке, Урасенке и Мушакођисенке, све три су посвећене преношењу учења заједничког оснивача породице, Рикју-а.

## Детињство и младост
Рикју је рођен у граду Сакаи у данашњој префектури Осака . Његов отац био је власник магацина по имену Танака Јохеи, који је касније у животу користио и презиме Сен, име мајке му је Гешин Мјођин. Његово име из детињства је Јоширо.
Као младић, Рикју је проучавао чај код учитеља званог Китамуки Доћин (1504–62) из града Сакаи, а са деветнаест година, на препоруку Доћин-а, почео је да проучава чај код учитеља званог Такено Ђоо, који је такође повезан са развојем ваби естетике у церемонији чаја. Сматра се да је добио будистичко име Соеки (宗易) од свештеника Ринзаи школе зена Даирин Сото-а (1480–1568) из храма Наншу-ђи. Оженио се женом познатом као Хошин Мјођу (умрла 1577) кад му је било двадесет и једна година. Рикју је такође прошао зен тренинг у храму Даитоку-ђи у Кјоту. О његовим средњим годинама се не зна много.

## Касније године
1579. године, у доби од 58 година, Рикју је постао мајстор чаја за Ода Нобунагу , а након Нобунагине смрти 1582. године, био је мајстор чаја за Тојотоми Хидејоши-ја. Његова веза са Хидејоши-јем брзо се продубила и он је ушао у његов круг повереника, чиме је постао најутицајнија фигура у свету ћано-ју-а. 1585. године, јер су му биле потребне додатне веродостојности за улазак у царску палату, како би могао да помогне на чајној церемонији коју је Хидејоши приредио цару Огимаћи-ју и која је требала да се одржи у царској палати, цар му је доделио будистичко име и титулу Рикју Кођи (利休居士). Још један велики догађај Хидејоши-ја у којем је Рикју играо централну улогу била је чајна церемонија Гранд Китано, коју је 1587. године одржао у Китано Тенман-гу-у. 
Током каснијих година Рикју је почео да користи веома малене, рустичне чајне собе које се називају со-ан („травната пустиња“), као што је чајна соба са два татамија названа Таи-ан, која се данас може видети у храму Мјоки у Јамазаки-ју, предграђу Кјота. Ова чајна соба означена је као национално благо. Такође је развио употребу посуда за цвеће, чајника и поклопаца од бамбуса, а такође је користио и свакодневне предмете за чајну церемонију, често на нов начин.
Раку шољице су настале кроз његову сарадњу са произвођачем плочица по имену Раку Ћођиро. Рикју је давао предност једноставним рустичним предметима произведеним у Јапану, а не за скупим предметима кинеске израде који су у то време били у моди. Иако није изумитељ филозофије ваби-саби, који лепоту проналази у једноставном, Рикју је међу онима који су најодговорнији за њену популаризацију, развој и укључивање у церемонију чаја. Створио је нови облик чајне церемоније користећи веома једноставне предмете у веома једноставном окружењу. Ово и друга његова веровања и учења постале су познате и као соан-ћа, или уопште, ваби-ћа. Ова линија ћано-ју-а коју су наставили његови потомци и следбеници названа је Сенке-рју (千家流, „школа куће Сен")  .
Писац и песник, мајстор чаја осврнувши се на посуде и њихову везу са чајном церемонијом једном приликом је рекао: „Ако обришете руке и оперете прашину и прљавштину са посуда, каква је корист од свега тога ако је срце још увек нечисто? " 
Два његова примарна ученика били су Нанбо Сокеи (坊 宗 啓; датуми непознати), донекле легендарни зен свештеник; и Јаманоуе Сођи (1544–90), из града Сакаи. Још један је био Фурута Орибе (1544—1615), који је постао славни мајстор чаја након Рикју-ове смрти. Нанбо је кредитован као оригинални аутор Нанпо року-а, записа о Рикјуовим учењима. Постоје, међутим, расправе око тога да ли је Нанбо уопште постојао, а неки научници су мишљења да је Таћибана Ђицузан (1655—1708), који је тврдио да је пронашао и преписао те текстове, у ствари био аутор. Хроника чији је аутор Јаманоуе, Јаманоуе Сођи ки (山上 宗 二 記), даје коментар о Рикју-овим учењима и стању ћано-ју-а у тренутку њеног писања.
Рикју је имао неколико деце, укључујући сина познатог у историји као Сен Доан и ћерку Окаме. Она је постала невеста сина из претходног брака друге Рикју-ове супруге, који је у историји познат као Сен Шоан. Због многих сложених околности, Сен Шоан, уместо Рикју-овог законитог наследника, постао је особа која се убраја у другу генерацију у ћано-ју традицији породице Сен.
Рикиу је такође писао поезију и вежбао икебану .
Каже се да је једна од његових најдражих башта била у Ћишаку-ин у Кјоту.

## Смрт
Иако је Рикју био један од најближих поверитеља Тојотоми Хидејоши-ја, због круцијалних разлика у мишљењима и зато што је био превише независан, Хидејоши му је наредио да изврши ритуално самоубиство. Годину дана раније након опсаде Одавара (1590), његов познати ученик Јаманоуе Сођи био је мучен и убијен по Хидејоши-јевим наредбама. Иако Хидејоши-јев разлог никада није засигурно потврђен, познато је да је Рикју починио сеппуку у својој резиденцији у вили Јуракудаи 1591. године у Кјоту, 28. дана 2. месеца (традиционалног јапанског Лунарног календара) или 21. априла када се време израчунава према према модерном Грегоријанском календару, у доби од седамдесет година.
Према Окакури Какузо у Књизи о чају, последњи чин Рикју-а било је одржавање изузетне чајне церемоније. Након што је послужио све своје госте, представио је сваки део опреме за чај на њихову инспекцију, заједно са изузетним какемоном, који је Окакура описао као "дивно писање древног монаха, који се бавио исчезнућем свих ствари". Рикју је сваком од својих гостију поклонио део опреме као сувенир, с изузетком чиније, коју је разбио, изговарајући речи: „Никада више неће ову чашу, загађену уснама несреће, користити човек.“ Док су гости одлазили, један је остао да послужи као сведок Рикју-ове смрти. Рикју-ове последње речи, биле су записане у стиху, упућене бодежу са којим је одузео себи живот:
Буди добродошао,
О мачу вечности!
Кроз Буду
И преко Даруме
Пробио си свој пут.
Када је Хидејоши следеће године градио своју раскошну резиденцију у Фушимију, пожелео је да његова градња и уређење буду по вољи Рикју-а. Хидејоши је био познат по променама расположења, а прича се да је изразио жаљење због тога како је третирао Рикју-а.
Рикјуов гроб налази се у храму Ђукоин у комплексу Даитоку-ђи у Кјоту; његово посмртно будистичко име је Фушин'ан Рикју Соеки Кођи.
Многе школе јапанске чајне церемоније сваке године одржавају комеморације у знак сећања на Рикју-а.

## У популарној култури
Рикју (1989) је филм Хирошија Тешигахаре. Филм се фокусира на касне фазе живота Рикју-а, током веома бурног периода Сенгоку у феудалном Јапану. Филм је освојио низ награда.
Смрт мајстора чаја (1989) је биографска драма у режији Кеи Кумаи-а са Тоширо Мифуне-ом као главним ликом. Заснован је на догађајима око његовог ритуалног самоубиства. Укључена је у главну конкуренцију на 43. Међународном филмском фестивалу у Венецији, на којем је освојио Сребрног лава.
Хиоуге Моно је јапанска манга коју је написао и илустровао Јошихиро Јамада. Адаптирана је у аниме серију 2011. године и представља фиктивни приказ живота Сен но Рикју-а.
Сен но Рикју један је од главних ликова у Цвећу и мачу (花 戦 さ Хана Икуса ), трагикомичном филму из 2017. године Тецуа Шинохаре. Улогу Рикју-а обавља Коићи Сато .